# Team RadioShack
Il Team RadioShack (codice UCI RSH) era una squadra maschile di ciclismo su strada statunitense. Attiva tra il 2010 e il 2011, la formazione aveva licenza di UCI ProTeam, che le consentiva di partecipare alle gare del calendario mondiale UCI.
Lo sponsor principale nelle due stagioni di attività era la RadioShack, catena statunitense di distribuzione di prodotti di elettronica di consumo. Un'altra società statunitense, la Trek Bicycle Corporation, forniva le biciclette. Al termine del 2011 RadioShack e Nissan (un altro dei principali finanziatori) hanno lasciato la squadra per andare a sponsorizzare la formazione lussemburghese Leopard-Trek, rinominata dal 2012 in RadioShack-Nissan.

## Storia
La creazione della squadra venne annunciata il 23 luglio 2009 dal sette volte vincitore del Tour de France Lance Armstrong. Società di riferimento era la Capital Sports and Entertainment, gruppo che gestisce eventi ed attività sportive con sede ad Austin nel Texas, che già dirigeva la squadra giovanile Trek-Livestrong e che in precedenza aveva gestito il team professionistico Discovery Channel. Lo sponsor principale era RadioShack, colosso dell'elettronica statunitense, affiancato da Trek Bicycle Corporation, SRAM Corporation e Nike. Il team promuoveva inoltre la campagna anti-cancro Livestrong della Lance Armstrong Foundation.
Il belga Johan Bruyneel agiva da team manager, coadiuvato da Dirk Demol, Alain Gallopin, Vjačeslav Ekimov e José Azevedo come direttori sportivi. Il 23 novembre 2009 venne annunciata la rosa ufficiale per la stagione 2010, formata da 26 corridori di sedici nazionalità differenti, ben 12 dei quali provenienti dall'Astana. Ottenuta la licenza UCI ProTour, la squadra ebbe la possibilità di partecipare alle principali gare del calendario mondiale del 2010.

## Cronistoria

### Annuario
| Anno | Codice | Nome            | Cat. | Biciclette | Dirigenza |
| ---- | ------ | --------------- | ---- | ---------- | --- |
| 2010 | RSH    | Team RadioShack | PT   | Trek       | Manager: Bill Stapleton, Johan Bruyneel Dir. sportivi: José Azevedo, Dirk Demol, Vjačeslav Ekimov, Alain Gallopin |
| 2011 | RSH    | Team RadioShack | PT   | Trek       | Manager: Bill Stapleton, Johan Bruyneel Dir. sportivi: José Azevedo, Dirk Demol, Vjačeslav Ekimov, Alain Gallopin |

### Classifiche UCI
Fino al 1998, le squadre ciclistiche erano classificate dall'UCI in un'unica divisione. Nel 1999 la classifica a squadre venne divisa in prima, seconda e terza categoria (GSI, GSII e GSIII), mentre i corridori rimasero in classifica unica. Nel 2005 fu introdotto l'UCI ProTour e, parallelamente, i Circuiti continentali UCI; dal 2009 le gare del circuito ProTour sono state integrate nel Calendario mondiale UCI, poi divenuto UCI World Tour.
| Anno | Class.     | Pos. | Migliore cl. individuale |
| ---- | ---------- | ---- | ------------------------ |
| 2010 | World Cal. | 11º  | Chris Horner (18º)       |
| 2011 | World Tour | 10º  | Andreas Klöden (20º)     |

## Palmarès

### Grandi Giri
- Giro d'Italia

Partecipazioni: 1 (2011)
Vittorie di tappa: 0
Vittorie finali: 0
Altre classifiche: 0
- Tour de France

Partecipazioni: 2 (2010, 2011)
Vittorie di tappa: 1
2010 (Sérgio Paulinho)
Vittorie finali: 0
Altre classifiche: 1
2010 Squadre
- Vuelta a España

Partecipazioni: 1 (2011)
Vittorie di tappa: 0
Vittorie finali: 0
Altre classifiche: 0

### Campionati nazionali
Strada
- Campionati portoghesi: 1

Cronometro: 2011 (Nélson Oliveira)
- Campionati sloveni: 1

Cronometro: 2011 (Janez Brajkovič)
- Campionati statunitensi: 2

In linea: 2011 (Matthew Busche)
Cronometro: 2010 (Taylor Phinney)

### Altri successi
In una occasione corridori in forza alla RadioShack si sono affermati ai campionati del mondo.
Campionati del mondo
- Cronometro Under-23: 1

2010 (Taylor Phinney)